# Calliotropis calcarata
Calliotropis calcarata là một loài ốc biển, là động vật thân mềm chân bụng sống ở biển thuộc họ Calliotropidae.

## Tham khảo

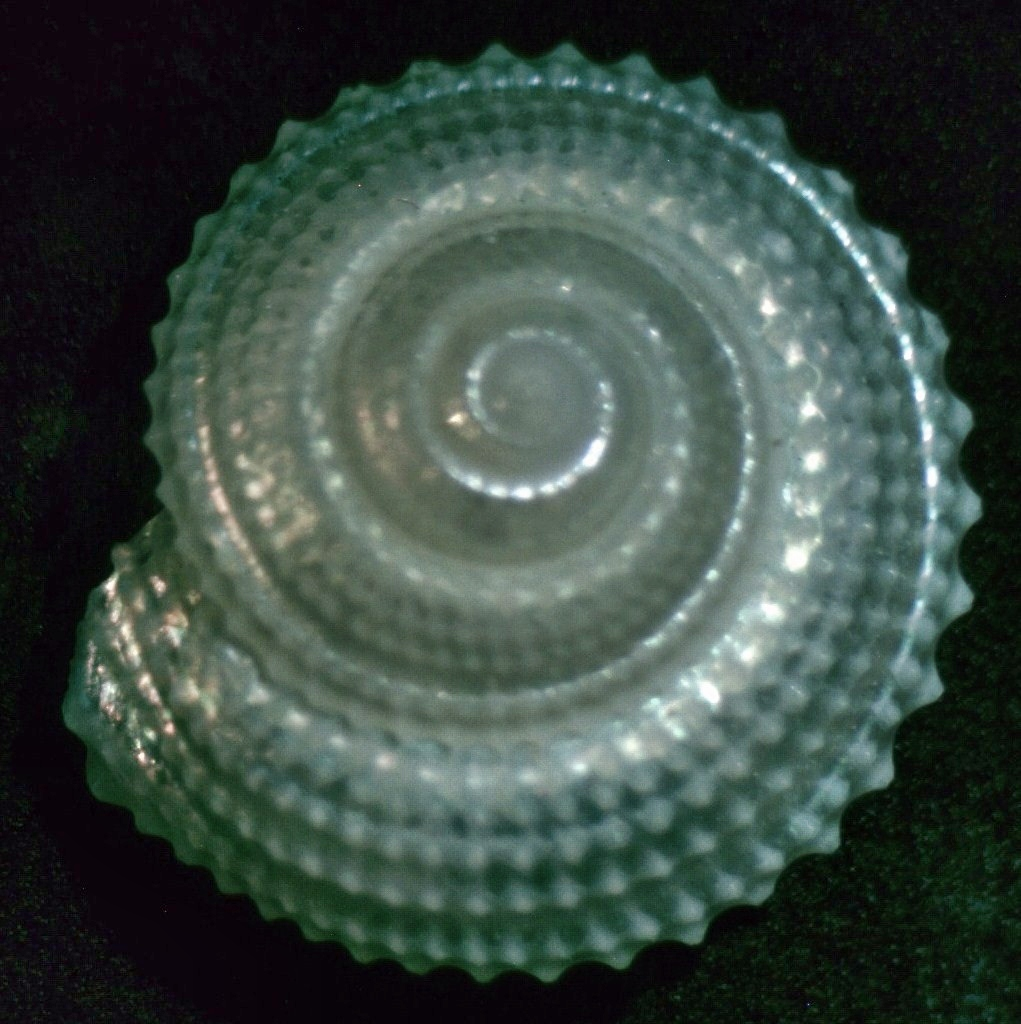
apical view
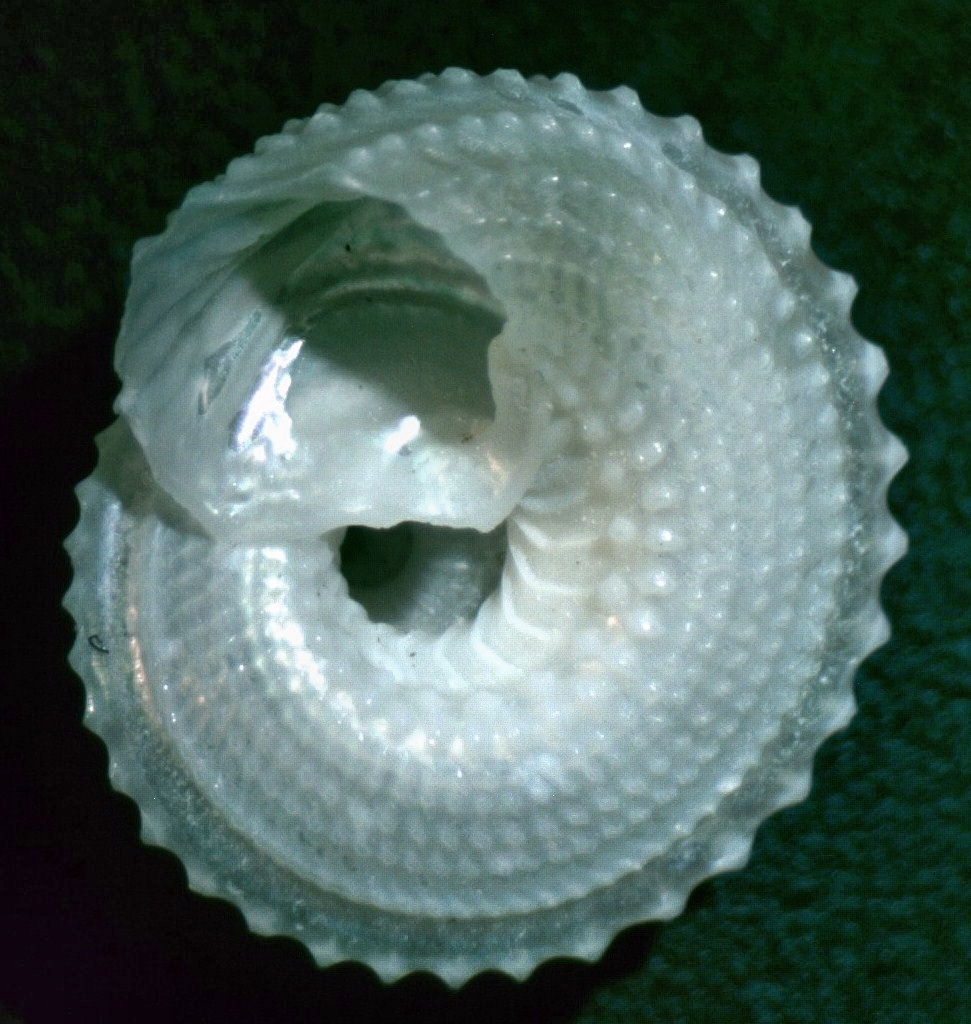
basal view